# Gościszów
Gościszów (niem. Giessmannsdorf) – wieś w Polsce, na Śląsku, położona w województwie dolnośląskim, w powiecie bolesławieckim, w gminie Nowogrodziec.
Gościszów to bardzo duża wieś łańcuchowa o długości około 6 km, leżąca na Pogórzu Izerskim, w północno-zachodniej części Niecki Lwóweckiej, nad Gościszowskim Potokiem i Iwnicą, na wysokości około 220–250 m n.p.m.
W latach 1954–1972 wieś należała i była siedzibą władz gromady Gościszów. W latach 1975–1998 miejscowość administracyjnie należała do województwa jeleniogórskiego.
W miejscowości jest przystanek kolejowy Gościszów.

## Zabytki
Do wojewódzkiego rejestru zabytków wpisane są:
- pierwotnie romański kościół pw. Matki Boskiej Częstochowskiej z XIII wieku, zbudowany z ciosów piaskowcowych, przebudowany w XVII w. W prezbiterium sklepienie gotyckie krzyżowo-żebrowe, w nawie renesansowe - kasetonowe. W absydzie romański fryz i kolumny. Wczesnogotycki portal, zworniki i wsporniki. Gotyckie sakramentarium i fragment polichromii, renesansowy ołtarz główny i ambona z ok. 1600, chrzcielnica z 1575. Na łuku tęczowym polichromia Ukrzyżowanie z 1503. Na murze manierystyczne nagrobki K.Warnsdorfa z ok. 1631 i jego żony Heleny[7],
- zespół zamkowy:
  - ruina renesansowego zamku - dworu z XIV wieku, przebudowanego w latach: 1603, 1848-1856[8],
  - spichrz, z XVII wieku,
  - park, z roku 1860,
- dom nr 200 z XVIII/XIX wieku.

Inne zabytki:
- ciałopalne cmentarzysko kultury pomorskiej z okresu lateńskiego z grobami skrzynkowymi, odkryte w roku 1805.